# Miki Taagholt
Miki Taagholt (1994) es un deportista danés que compite en triatlón. Ganó dos medallas en el Campeonato Europeo de Triatlón de Media Distancia, bronce en 2017 y plata en 2018, y una medalla de plata en el Campeonato Europeo de Ironman 70.3 de 2022.

## Palmarés internacional
| Campeonato Europeo | Campeonato Europeo  | Campeonato Europeo | Campeonato Europeo |
| Año                | Lugar               | Medalla            | Prueba             |
| ------------------ | ------------------- | ------------------ | ------------------ |
| 2017               | Herning (Dinamarca) | Medalla de bronce  | Individual         |
| 2018               | Ibiza (España)      | Medalla de plata   | Individual         |

| Campeonato Europeo | Campeonato Europeo  | Campeonato Europeo | Campeonato Europeo |
| Año                | Lugar               | Medalla            | Prueba             |
| ------------------ | ------------------- | ------------------ | ------------------ |
| 2022               | Elsinor (Dinamarca) | Medalla de plata   | Individual         |